# Compsibidion maronicum
Compsibidion maronicum är en skalbaggsart som först beskrevs av Thomson 1867.  Compsibidion maronicum ingår i släktet Compsibidion och familjen långhorningar.
Artens utbredningsområde är:
- Guyana.
- Surinam.
- Venezuela.

Inga underarter finns listade i Catalogue of Life.